# اوله مورهون
اوله مورهون (اوکراینی: Олег Анатолійович Моргун؛ زادهٔ ۱۰ ژانویهٔ ۱۹۶۵) بازیکن فوتبال اهل اتحاد جماهیر شوروی سوسیالیستی است.
از باشگاه‌هایی که در آن بازی کرده‌است می‌توان به باشگاه فوتبال زسکا مسکو، باشگاه فوتبال تاوریا سیمفروپول، و باشگاه فوتبال لفسکی صوفیه اشاره کرد.